# シャグラット (ミュージシャン)
シャグラット (Shagrath、本名：スティアン・トムト・トーレセン (Stian Tomt Thoresen)、1976年11月18日 - )は、ノルウェーのヘヴィメタル・ミュージシャン。シンフォニックブラックメタルバンド、ディム・ボルギルのボーカリストとして著名。また、バンド関係の楽器は一通り演奏できるマルチプレイヤーでもある。

## 略歴

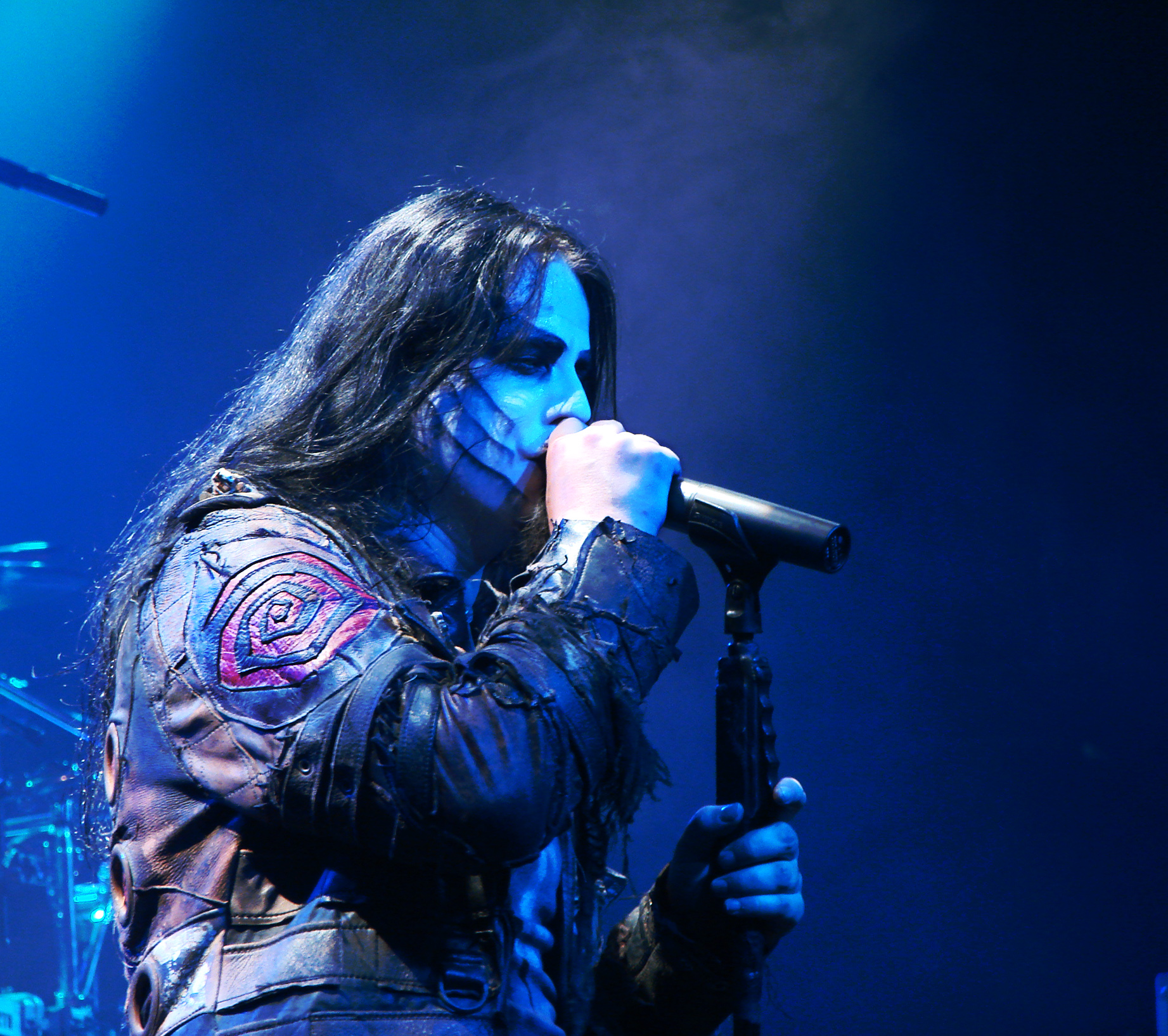
2007年、パリでのライヴ

シャグラットは、1976年11月18日、オスロ郊外のイェスハイムで生まれた。出生名は、スティアン・トムト・トーレセン (Stian Tomt Thoresen)。
シャグラットは、シレノス、トヨダルフと共にディム・ボルギルを結成したオリジナル・メンバーである。シャグラットは、バンドサウンドの変遷と共に担当楽器が変わっている。ボーカルを主に担当しているが、シャグラットは『For all tid』でも聞けるように、キーボード、ベース、ギター、ドラムセットにも貢献している。2009年にキーボーディストのムスティスが脱退すると、『Abrahadabra』のレコーディングで、再びキーボードを担当した。ただし、これはレコーディング時のみで、ライヴではGerliozがセッションで参加している。
ディム・ボルギルの他に、1992年から1994年まで、Fimbulwinterというブラックメタルバンドのリードギター及びドラムセットを担当した。Fimbulwinterは1994年にホット・レコードからアルバム『Servants of Sorcery』をリリースしている。ソロプロジェクト、Starknessを結成していたが、アルバムのリリースはしていない。また、ヘヴィメタルバンドのクローム・ディヴィジョンで、リズムギタリストとしても活動している。
シャグラットは様々な刺青を入れている。その刺青の中には、腹に入れられたShagrathという文字や、双方の腕から胸上部にかけて彫られたものもある。
2009年末には、キングの結成したオヴ・ヘルに加入した。2010年2月には、『The Underworld Regime』と題されたアルバムでデビューしている。

## ステージネーム
シャグラットは、自身のステージネームの由来について、次のように述べている。
「シャグラットは、指輪物語に登場するオーク・デーモン、シャグラトから採られている。俺はその名前を13年前に選んだんだが、指輪物語がこれほど有名になった今となっては、少し安っぽいな。幸いにも、これ［この名前］は、映画の中では大して注目されていないから、良かったよ 。」
このJ・R・R・トールキンの作品に登場するシャグラトは実際にはデーモンではないが、Cirith Ungolにおけるオークの戦士である。

## ディスコグラフィー

### ディム・ボルギル
- Inn I Evighetens Mørke (1993)
- For All Tid (1994)
- Stormblåst (1996)
- Devil's Path (1996)
- Enthrone Darkness Triumphant (1997)
- Godless Savage Garden (1998)
- Sons of Satan Gather for Attack (split EP with Old Man's Child) (1999)
- Spiritual Black Dimensions (1999)
- True Kings of Norway (2000) (split with Emperor, Immortal, Ancient, and Arcturus) (1998)
- Puritanical Euphoric Misanthropia (2001)
- Alive in Torment (2001)
- World Misanthropy (2002)
- Death Cult Armageddon (2003)
- Stormblåst MMV (2005)
- In Sorte Diaboli (2007)
- Abrahadabra (2010)
- Forces of the Northern Night (2012)

### クローム・ディヴィジョン
- 3rd Round Knockout (2011)
- Doomsday Rock 'N Roll (2006)
- Booze, Broads and Beelzebub (2008)

### オヴ・ヘル
- The Underworld Regime (2010)

### Fimbulwinter
- Servants of Sorcery (1994)

### ゲスト参加
- Astarte - Sirens (2004, song "The Ring of Sorrow")
- Diaz - Velkommen Hjem Andres (2004, song "Mitt Terningkast")
- Destruction - Inventor of Evil (2005, song "The Alliance of Hellhoundz")
- Kamelot - The Black Halo (2005, songs "March of Mephisto" and "Memento Mori")
- Susperia - Attitude (2009, song "Sick Bastard")